# 电子游戏本地化
电子游戏本地化是为视频游戏最初发布地以外的市场准备的过程。游戏的名称、贴图、模型、包装、手册以及文化和法律上的差异通常会被修改。
在进行本地化之前，游戏产商会考虑潜在的海外利润等经济因素。 大多数官方本地化是由游戏开发商或第三方翻译公司完成的。尽管有官方本地化版本，汉化组等粉丝制作的本地化版本依然很受欢迎。
由于其新近度，本地化不同在平台、引擎和公司之间很大程度上是不一样的。本地化人员的任务是创造一种类似于原始游戏的体验，由本地化受众自行考量。如果最后成品中出现令人困惑或难以理解的内容，则认为本地化失败；这可能会破坏玩家的沉浸感。  

## 历史
自电子游戏历史开始以来，电子游戏就已本地化。作为最早广受欢迎的视频游戏之一，《吃豆人》从日语本地化为英语。日本名称的原始音译是“Puck-Man”，但由于担心“Puck”这个词会被认为是不雅词汇，所以在游戏进口到美国时决定更改名称。此外，游戏中的幽灵的名字最初是基于颜色的——大致为“Reddie”、“Pinky”、“Bluey”和“Slowly”。他们没有准确翻译这些名字，而是重命名为 Blinky、Pinky、Inky 和 Clyde。这种选择保持了原始名称的奇人风格，而没有遵循它们的原始含义。这是文化背景变化的早期例子。 
早期本地化有一个主要问题。由于当时任天堂在歐美版主机NES和SNES卡带的内存较小，而许多翻译后的文本字符串太长导致容量不足。《最终幻想VI》的译者泰德·伍尔西 (Ted Woolsey)讲述了由于容量有限不得不断削减英文文本的情况。 
而早期的电子游戏翻译通常不是游戏公司的优先事项，导致本地化预算缩减和本地化时间缩短。在当时，游戏的翻译有时“其实是‘程序员拿着外语短语手册’完成的”。 例如，Sega Genesis游戏《Beyond Oasis》（日文原标题为《雷神的故事》）的原版翻译被存废，并且在没有任何翻译者的情况下重写了一个全新的故事。 糟糕的电子游戏翻译有时也会使其受到关注。如游戏零翼战机中一句文法错误的英文文本“ All Your Base Are Belong to Us”成为早期的互联网模因。
随着本世纪初技术的进步，本地化变得更加容易，但又有新的问题。新技术的改进允许文本不再需要以图片格式存储，取而代之的ASCII字符串。音频处理能力也得到改进，允许配音包含在视频游戏中。游戏的外语配音使本地化过程更加困难，本地化制作人必须选择是要录制全新的语音还是保留原始语音。 图形功能也得到改进，使游戏更具电影感，因此确保新录制的语音的台本与角色的口型相匹配非常重要。此外，CG动画中，角色的肢体语言对不同文化背景下的观众的意义也很重要。

## 本地化风格
电子游戏的本地化方式有很多种。 “无本地化”是指一款游戏在海外发行时几乎没有或根本没有对游戏进行本地化。 “盒子和文档本地化”是指只将手册和盒子翻译成目标语言，而游戏本身并不进行。如果游戏是街机游戏，或者如果目标国家/地区可以很好地了解原始语言，则通常会选择这种风格。在部分本地化中，游戏的文本被翻译，但画外音不会被重新录制。这种风格在许多新的JRPGS和视觉小说中很受欢迎。完全本地化是指翻译游戏的所有资产并且所有画外音都以目标语言录制。此选项通常由3A游戏公司承担。 

### 说明手册
说明手册是概述与购买的视频游戏相关的重要细节的文档。这些可以是有关如何使用游戏的说明、有关如何完成游戏的指南以及公司和法律文本等其他信息。

### 配音台词
配音是为配音演员朗读而准备的翻译台词。

### 字幕台词
这是用于预渲染或预录制视频的翻译对话。大多数字幕都是硬编码的，以确保视频和字幕同步。

### 玩家界面
玩家界面是电子游戏玩家操作游戏或是与游戏内容互动的地方。包含各种需要翻译的不同文字素材。翻译人需要斟酌以确保游戏翻译文本的位元数可以被容纳进游戏本体，特别是Rom的汉化。